# Chauve-souris rousse
Lasiurus borealis
Espèce
Statut de conservation UICN

 LC  : Préoccupation mineure
La Chauve-souris rousse (Lasiurus borealis) est une espèce de chauve-souris de la famille des Vespertilionidae qui se trouve en Amérique du Nord.

## Habitat
Cette espèce habite dans une zone d'expansion qui s'étend sur tout l'Est de l'Amérique du Nord et jusque qu'aux îles des Bermudes. On la retrouve essentiellement dans des lieux dégagés. Les chercheurs les capturent en général à proximité de cours d'eau et de routes.

Carte de répartition

## Description
Elle est de taille moyenne par rapport à la famille des Vespertilionidae, elle pèse de 9,5 à 14 grammes et mesure environ 11,2 cm de long. Les adultes sont dimorphiques ce qui signifie que les mâles ont une fourrure rousse alors que les femelles ont une coloration châtain avec des traces blanches.
L'animal se nourrit d'insectes dont une majorité de lépidoptères. L'animal se déplace et se positionne grâce à l'Echolocation dans des fréquences allant de 35 à 50 kHz.
La période de reproduction a lieu à la fin de l'été ou en automne et le sperme est stocké à l'intérieur de la femelle jusqu'au printemps lorsque commence l'ovulation. En juin, la femelle met bas de trois à quatre jeunes. La température nécessaire lors de la gestation limite l'extension de l'animal vers le nord. En hiver, les spécimens situés au nord migre vers le sud.